# 拉科涅維采
拉科涅維采是波蘭的城鎮，位於該國西部，由大波蘭省負責管轄，面積3.4平方公里，鎮上在十八世紀興建的木建教堂現時用作博物館，2006年人口3,253。
52°08′27″N 16°16′23″E / 52.14083°N 16.27306°E